# Edmonton Manning
Circonscription électorale fédérale du Canada
Edmonton Manning est une circonscription électorale fédérale canadienne de l'Alberta. Elle est située au nord-est de l'agglomération d'Edmonton.
Les circonscriptions limitrophes sont
- au nord et au nord-ouest : St. Albert—Sturgeon River
- à l'est et au sud-est : Sherwood Park—Fort Saskatchewan
- au sud-ouest : Edmonton Griesbach
- à l'ouest : Edmonton-Nord-Ouest.

Elle a été créée lors du redécoupage électoral de 2012 et représentée pour la première fois lors des élections générales de 2015.
Lors du redécoupage électoral de 2022, la circonscription a perdu une partie de son territoire du côté ouest au profit d'Edmonton-Nord-Ouest et Edmonton Griesbach.

## Députés
| Législature                                                                          | Années       | Député | Député         | Parti        |
| ------------------------------------------------------------------------------------ | ------------ | ------ | -------------- | ------------ |
| Edmonton Manning issue d'Edmonton-Est, Edmonton—Sherwood Park et Edmonton—St. Albert |              |        |                |              |
| 42e                                                                                  | 2015–2019    |        | Ziad Aboultaif | Conservateur |
| 43e                                                                                  | 2019–2021    |        | Ziad Aboultaif | Conservateur |
| 44e                                                                                  | 2021–Présent |        | Ziad Aboultaif | Conservateur |